# لیلی گلستان
لیلی گلستان (زادهٔ ۲۳ تیر ۱۳۲۳) مترجم و نگارخانه‌دار ایرانی و عضو کانون نویسندگان ایران است. وی دختر ابراهیم گلستان و فخری گلستان و خواهر کاوه گلستان است که با نعمت حقیقی ازدواج کرد و پس از شش سال از او جدا شد. حاصل آن ازدواج سه فرزند شامل فیلم‌ساز مانی حقیقی و صنم حقیقی است. در آبان ۱۳۹۳ جایزه شوالیه ادب و هنر فرانسه (نخل آکادمیک) توسط سفیر دولت فرانسه در تهران به لیلی گلستان اهدا شد.

## زندگی

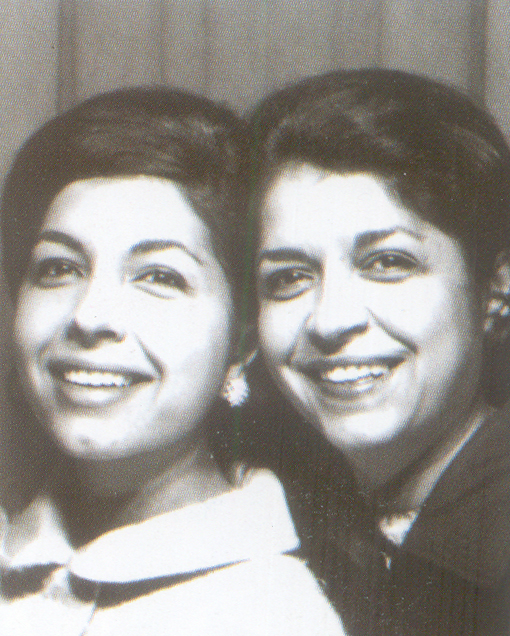
لیلی گلستان همراه مادرش

لیلی گلستان (تقوی شیرازی) در ۲۳ تیر ۱۳۲۳ در تهران به‌دنیا آمد. پدرش ابراهیم گلستان در آن زمان کارمند شرکت نفت بود و مادرش فخری گلستان معلم و هر دو عضو حزب توده ایران بودند.

### کودکی و نوجوانی
با منتقل شدن پدر به آبادان، لیلی دوران خردسالی خود را در آن شهر گذراند و در همین شهر به مدرسه رفت و در همان‌جا بود که برادرش کاوه به دنیا آمد. در همان سال‌های نخست تحصیل ابتدایی به تهران بازگشتند. پدرش در اطراف روستای دروس (که هم‌اکنون محله‌ای‌ست در شمیران) خانه‌ای می‌سازد و خانواده به آنجا می‌روند.
ابراهیم گلستان با انتشار کتاب‌ها و ساخت فیلم‌هایش به مرور به شهرت می‌رسد و خانهٔ خانوادهٔ گلستان به مرکز رفت‌وآمد بسیاری از هنرمندان و نویسندگان آن دوران تبدیل می‌شود. لیلی گلستان از همین دوران به تفاوت زندگی‌ای عجین با فرهنگ و هنر آشنا می‌شود. گلستان خود در این باره می‌نویسد: «آن خانه تبدیل شد به مرکز فرهنگی هنری تهران. همه نقاش‌ها و نویسنده‌ها و شعرا جمعه‌ها خانهٔ ما بودند. آل‌احمد، چوبک، پرویز داریوش، اخوان ثالث، بعدها یدالله رؤیایی، فرخ غفاری، جلال مقدم، سیمین دانشور و گاهی جوان‌ترها مثل بیضایی، سپانلو یا احمدرضا احمدی. من هم تماشاگر یک تئاتر بزرگ بودم.»
این دوران و ارتباط لیلی و پدرش در این برهه خالی از سختی و تنش نبوده‌ست؛ حساسیت و عصبی بودن ابراهیم که با به شهرت رسیدن وی شدیدتر هم شده بود و آنچه لیلی گلستان، حساس، مستبد، و «شاید یک مقداری هم خودخواه» بودن می‌خواند، باعث اندوه و آزار وی می‌شود. سخنرانی لیلی گلستان در کنفرانس تداکس‌تهران ۲۰۱۹ مبین همین مطلب است. این سخنرانی با استقبال بسیار زیادی مواجه شد و بازدید ویدئوهای آن در شبکه‌های اجتماعی به بیش از یک میلیون بار رسید. همین باعث به وجود آمدن بحث‌های زیادی پیرامون این سخنرانی‌ها شد. گلستان بعدها و در سال ۱۴۰۰ در کتابی زیر عنوان «خواستم، شد.» به تفصیل رابطه خود با پدرش را شرح داد و به حواشی سخنرانی‌اش پاسخ گفت.

### فرانسه

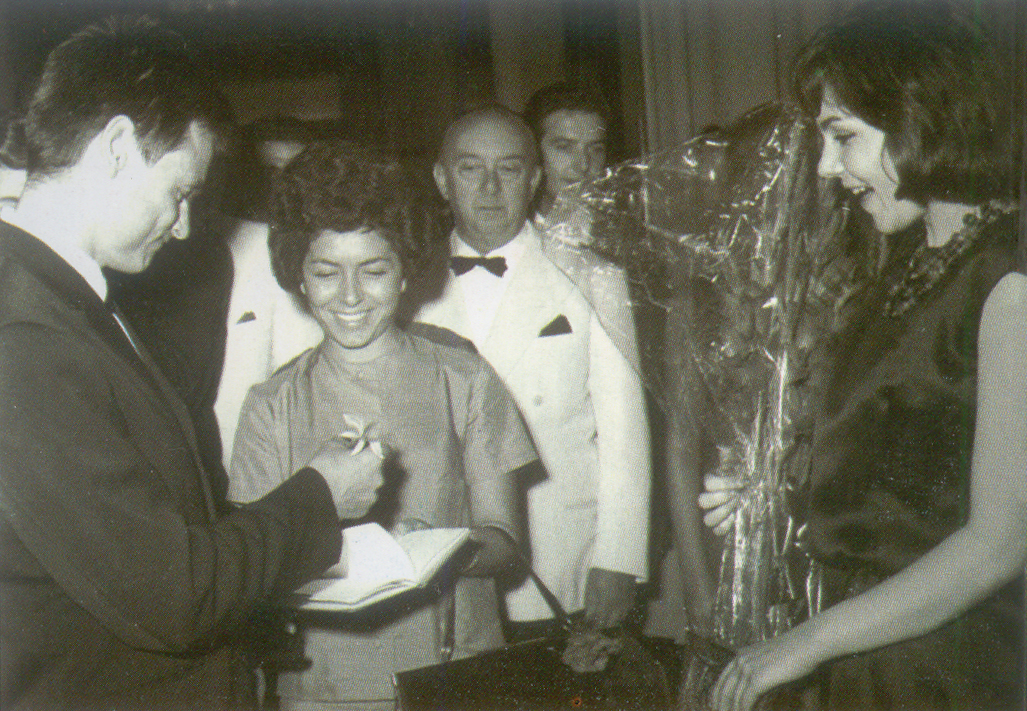
لیلی گلستان و آندره تارکوفسکی در فستیوال ونیز

تا کلاس نهم دبیرستان در تهران تحصیل کرد و سپس راهی فرانسه شد تا در مدرسهٔ شبانه‌روزی توسط راهبه‌های دومینیکن اداره می‌شد تحصیل کند. بعد از یک سال تحصیل در این مدرسه به پاریس رفت و سه سال هم در پاریس درس خواند. این سال‌های اقامت و تحصیل در پاریس به دلیل دوری از دوستان و خانواده بر وی آسان نگذشت ولی از دستاوردهای این دوران اقامت در اروپا، علاوه بر دسترسی داشتن به رویدادهای سینمایی‌ای چون جشنوارهٔ ونیز، دیدار و آشنایی با سینماگرانی چون تارکوفسکی، گدار، و تروفو بود. او در خاطراتش چنین می‌نویسد: «یک بار پدرم برای کار استودیویش به پاریس آمد و یک روز به من گفت که امروز با چند فرانسوی قرار ناهار دارد و مرا با خودش برد. من هیجده، نوزده سال داشتم. وقتی به رستوران رفتیم. پدرم آن دو فرانسوی را به من و من را به آن دو معرفی کرد: دخترم لیلی. مسیو ژان لوک گدار، مسیو فرانسوا تروفو! من بهت‌زده و حیرت‌زده زبانم بند آمده بود.»

### بازگشت به ایران
در بازگشت به ایران به عنوان طراح پارچه در کارخانجات پارچه‌بافی مقدم استخدام شد. پس از بیرون آمدن از آن‌جا در ۱۳۴۵ به سازمان تازه تأسیس تلویزیون ملی ایران رفت و به عنوان طراح لباس استخدام شد. پس از مدت کوتاهی به مدیریت برنامهٔ کودکان و نوجوانان برگزیده شد. با نعمت حقیقی که فیلم‌بردار تلویزیون بود آشنا شد و در تیرماه ۱۳۴۷ با او ازدواج کرد. پس از یازده ماه نخستین فرزندشان، مانی، به دنیا آمد و سه سال بعد دوقلوهای‌شان صنم و محمود به دنیا آمدند. زندگی مشترک با نعمت حقیقی ۶ سال به طول انجامید. پس از جدایی، فرزندان پیش مادرشان ماندند. تلویزیون را نیز پس از هفت سال فعالیت ترک کرد و به نوشتن در روزنامه‌ها و مجلات و ترجمه روی آورد. با ترجمهٔ زندگی، جنگ و دیگر هیچ، اثر اوریانا فالاچی، به‌عنوان مترجم مطرح شد. به مدیریت خانهٔ صادق هدایت برگزیده شد که در سال ۱۳۵۶ استعفا داد.

لیلی گلستان در تاریخ ۲۴ تیر ۱۳۹۵ نامه‌ای سرگشاده به رئیس‌جمهور نوشت با عنوان «اهل فرهنگ خسته و دلمرده‌اند» که متن کامل آن در روزنامه «شرق» منتشر شده‌است.
|               |               |               |               |               |               |             |             |                           |                           |                           |                           | محمد شریف تقوی شیرازی     |                           |  |  |                |                |                      |                      |                      |                      |                      |                      |            |            |            |            |            |            |              |              |              |              |              |              |  |  |             |             |             |             |             |             |  |  |  |  |  |  |  |  |  |  |  |  |
|               |               |               |               |               |               |             |             |                           |                           |                           |                           |                           |                           |  |  |                |                |                      |                      |                      |                      |                      |                      |            |            |            |            |            |            |              |              |              |              |              |              |  |  |             |             |             |             |             |             |  |  |  |  |  |  |  |  |  |  |  |  |
|               |               |               |               |               |               |             |             |                           |                           |                           |                           |                           |                           |  |  |                |                |                      |                      |                      |                      |                      |                      |            |            |            |            |            |            |              |              |              |              |              |              |  |  |             |             |             |             |             |             |  |  |  |  |  |  |  |  |  |  |  |  |
|               |               |               |               |               |               |             |             | محمد حسن وثوق تقوی شیرازی | محمد حسن وثوق تقوی شیرازی | محمد حسن وثوق تقوی شیرازی | محمد حسن وثوق تقوی شیرازی | محمد حسن وثوق تقوی شیرازی | محمد حسن وثوق تقوی شیرازی |  |  |                |                | محمد تقی تقوی شیرازی | محمد تقی تقوی شیرازی | محمد تقی تقوی شیرازی | محمد تقی تقوی شیرازی | محمد تقی تقوی شیرازی | محمد تقی تقوی شیرازی |            |            |            |            |            |            |              |              |              |              |              |              |  |  |             |             |             |             |             |             |  |  |  |  |  |  |  |  |  |  |  |  |
|               |               |               |               |               |               |             |             | محمد حسن وثوق تقوی شیرازی | محمد حسن وثوق تقوی شیرازی | محمد حسن وثوق تقوی شیرازی | محمد حسن وثوق تقوی شیرازی | محمد حسن وثوق تقوی شیرازی | محمد حسن وثوق تقوی شیرازی |  |  |                |                | محمد تقی تقوی شیرازی | محمد تقی تقوی شیرازی | محمد تقی تقوی شیرازی | محمد تقی تقوی شیرازی | محمد تقی تقوی شیرازی | محمد تقی تقوی شیرازی |            |            |            |            |            |            |              |              |              |              |              |              |  |  |             |             |             |             |             |             |  |  |  |  |  |  |  |  |  |  |  |  |
|               |               |               |               |               |               |             |             |                           |                           |                           |                           |                           |                           |  |  |                |                |                      |                      |                      |                      |                      |                      |            |            |            |            |            |            |              |              |              |              |              |              |  |  |             |             |             |             |             |             |  |  |  |  |  |  |  |  |  |  |  |  |
|               |               |               |               |               |               |             |             | فخری گلستان               | فخری گلستان               | فخری گلستان               | فخری گلستان               | فخری گلستان               | فخری گلستان               |  |  | ابراهیم گلستان | ابراهیم گلستان | ابراهیم گلستان       | ابراهیم گلستان       | ابراهیم گلستان       | ابراهیم گلستان       |                      |                      |            |            |            |            |            |            | شاهرخ گلستان | شاهرخ گلستان | شاهرخ گلستان | شاهرخ گلستان | شاهرخ گلستان | شاهرخ گلستان |  |  | ایرج گلستان | ایرج گلستان | ایرج گلستان | ایرج گلستان | ایرج گلستان | ایرج گلستان |  |  |  |  |  |  |  |  |  |  |  |  |
|               |               |               |               |               |               |             |             | فخری گلستان               | فخری گلستان               | فخری گلستان               | فخری گلستان               | فخری گلستان               | فخری گلستان               |  |  | ابراهیم گلستان | ابراهیم گلستان | ابراهیم گلستان       | ابراهیم گلستان       | ابراهیم گلستان       | ابراهیم گلستان       |                      |                      |            |            |            |            |            |            | شاهرخ گلستان | شاهرخ گلستان | شاهرخ گلستان | شاهرخ گلستان | شاهرخ گلستان | شاهرخ گلستان |  |  | ایرج گلستان | ایرج گلستان | ایرج گلستان | ایرج گلستان | ایرج گلستان | ایرج گلستان |  |  |  |  |  |  |  |  |  |  |  |  |
|               |               |               |               |               |               |             |             |                           |                           |                           |                           |                           |                           |  |  |                |                |                      |                      |                      |                      |                      |                      |            |            |            |            |            |            |              |              |              |              |              |              |  |  |             |             |             |             |             |             |  |  |  |  |  |  |  |  |  |  |  |  |
|               |               |               |               |               |               |             |             |                           |                           |                           |                           |                           |                           |  |  |                |                |                      |                      |                      |                      |                      |                      |            |            |            |            |            |            |              |              |              |              |              |              |  |  |             |             |             |             |             |             |  |  |  |  |  |  |  |  |  |  |  |  |
| هنگامه گلستان | هنگامه گلستان | هنگامه گلستان | هنگامه گلستان | هنگامه گلستان | هنگامه گلستان |             |             | کاوه گلستان               | کاوه گلستان               | کاوه گلستان               | کاوه گلستان               | کاوه گلستان               | کاوه گلستان               |  |  | لیلی گلستان    | لیلی گلستان    | لیلی گلستان          | لیلی گلستان          | لیلی گلستان          | لیلی گلستان          |                      |                      | نعمت حقیقی | نعمت حقیقی | نعمت حقیقی | نعمت حقیقی | نعمت حقیقی | نعمت حقیقی |              |              |              |              |              |              |  |  |             |             |             |             |             |             |  |  |  |  |  |  |  |  |  |  |  |  |
| هنگامه گلستان | هنگامه گلستان | هنگامه گلستان | هنگامه گلستان | هنگامه گلستان | هنگامه گلستان |             |             | کاوه گلستان               | کاوه گلستان               | کاوه گلستان               | کاوه گلستان               | کاوه گلستان               | کاوه گلستان               |  |  | لیلی گلستان    | لیلی گلستان    | لیلی گلستان          | لیلی گلستان          | لیلی گلستان          | لیلی گلستان          |                      |                      | نعمت حقیقی | نعمت حقیقی | نعمت حقیقی | نعمت حقیقی | نعمت حقیقی | نعمت حقیقی |              |              |              |              |              |              |  |  |             |             |             |             |             |             |  |  |  |  |  |  |  |  |  |  |  |  |
|               |               |               |               |               |               |             |             |                           |                           |                           |                           |                           |                           |  |  |                |                |                      |                      |                      |                      |                      |                      |            |            |            |            |            |            |              |              |              |              |              |              |  |  |             |             |             |             |             |             |  |  |  |  |  |  |  |  |  |  |  |  |
|               |               |               |               | مهرک گلستان   | مهرک گلستان   | مهرک گلستان | مهرک گلستان | مهرک گلستان               | مهرک گلستان               |                           |                           |                           |                           |  |  |                |                |                      |                      | مانی حقیقی           | مانی حقیقی           | مانی حقیقی           | مانی حقیقی           | مانی حقیقی | مانی حقیقی |            |            |            |            |              |              |              |              |              |              |  |  |             |             |             |             |             |             |  |  |  |  |  |  |  |  |  |  |  |  |

### کتابفروشی و نگارخانهٔ گلستان
در ۱۳۶۰ در گاراژ خانه‌اش کتاب‌فروشی گلستان را دایر کرد. این کتاب‌فروشی به‌زودی معروف شد و نویسندگان و شعرایی نظیر احمد شاملو، محمد زهری، احمد محمود، علی‌اکبر سعیدی سیرجانی، عبدالحسین نوایی و بسیاری دیگر مرتب به آن‌جا می‌رفتند.
در ۱۳۶۸ کتاب‌فروشی را به نگارخانه هنرهای تجسمی با نام نگارخانه گلستان تبدیل کرد. این نگارخانه با نمایش آثار سهراب سپهری، که متعلق به خانوادهٔ گلستان بود، کار خود را آغاز کرد. افتتاحیه این نگارخانه با استقبال زیادی روبه‌رو شد. پس از این نمایشگاه قرار می‌شود که نمایش آثار نصرالله کسرائیان برگزار شود که برپایی آن به دلیل نداشتن مجوز از وزارت ارشاد تا گرفتن مجوز به تعویق می‌افتد.
از جمله اتفاقاتی که در سال‌های کار این نگارخانه به وقوع پیوست، ماجرای نمایشگاه آثار پرستو فروهر است. صبح روزی که قرار می‌شود نمایشگاه نقاشی ایشان برگزار شود بنا بر ادعای گلستان شخص ناشناسی به او تلفن می‌کند و می‌گوید نمایشگاه نباید برگزار شود. پس از این توضیح از طرف گلستان «که قبلاً نیز از ایشان نمایشگاه نقاشی در این نگارخانه برگزار شده‌است» شخص ناشناس می‌گوید با ایشان مشکل ندارند و با آثارشان مشکل دارند. به ابتکار گلستان و با تأیید فروهر ۳۵ قاب خالی به دیوار آویخته می‌شود و به‌طور عادی لیست قیمت‌ها ارائه می‌شود و تمام ۳۵ تابلو به فروش می‌رسد.
نگارخانهٔ گلستان هنوز دایر است و جزو نگارخانه‌های سرشناس ایران محسوب می‌شود.

## بنیاد کاوه گلستان
پس از مرگ برادرش کاوه گلستان در عراق، لیلی به همراه تنی چند از دوستان کاوه بنیاد کاوه گلستان را تأسیس کرد و جایزهٔ کاوه گلستان به دبیری او هر سال به عکس‌های خبری برگزیده شده توسط هیئت داوران بنیاد اهدا می‌شود.

## رخدادها
- عضو شورای سیاست گذاری یازدهمین دوره جشنواره فجر، بهمن ۱۳۹۷[۱۸]
- او در کنار آریا اقبال، لیلا ثمری و مژگان والی‌پور در سال ۱۳۸۴ مؤسس اکسپوی هفت نگاه بوده‌است[۱۹]
- در آذرماه ۱۳۹۵، گلستان
- آذرماه ۱۳۹۵، سخنرانی لیلی گلستان در کنفرانس تداکس تهران که بعدها میلیون‌ها بار روی بستر اینترنت دیده شد.[۱۰]

## مقاله‌ها
لیلی گلستان نخستین مقالهٔ خود را در مهر ۱۳۵۲ در روزنامهٔ کیهان نوشت. این مقاله پاسخی بود به اوریانا فالاچی. پس از آن به‌طور مرتب در مجلهٔ تماشا، روزنامهٔ آیندگان، مجله و روزنامهٔ رستاخیز، مجلهٔ رودکی مقاله، گزارش و ترجمهٔ داستان و شعر از او منتشر شد.
بعد از انقلاب در ۱۳۵۸ مقاله‌ای در مجلهٔ ایران نوشت به بهانهٔ مرگ زودهنگام پرویز فنی‌زاده. در تیر ۱۳۷۵ مقاله‌ای از او با عنوان «تأثیر مردان بر زندگی زنان» در مجلهٔ زنان منتشر شد و از آن هنگام تا کنون در روزنامه‌های اخبار، همشهری، جامعه، ابرار، نشاط، ایران، اعتماد، بانی‌فیلم، شرق، و هموطن و مجلهٔ کتاب هفته مقالاتی از او منتشر شده‌است که بیشتر آن‌ها در قالب گفتگو با افراد مختلف است.

### ترجمه
داستان
- قصهٔ شماره ۳، اوژن یونسکو.
- میرا، کریستوفر فرانک.
- تیستوی سبز انگشتی، موریس دروئون.
- مردی که همه چیز همه چیز همه چیز داشت، میگل آنخل آستوریاس.
- بوی درخت گویاو، گابریل گارسیا مارکز.
- مردی با کبوتر، رومن گاری.
- قصه‌ها و افسانه‌ها، لئوناردو دا وینچی.
- اوندین، ژان ژیرودو.
- اگر شبی از شب‌های زمستان مسافری، ایتالو کالوینو.
- بیگانه، آلبر کامو.

غیر داستانی
- بچه چطور به دنیا میاد، آندرو آندری و استیون شیپ.
- زندگی، جنگ و دیگر هیچ، اوریانا فالاچی.
- گزارش یک مرگ، گابریل گارسیا مارکز.
- یونانیت، یانیس ریتسوس.
- مصاحبه با مارسل دوشان، پیر کابان.
- حکایت حال، مصاحبه با احمد محمود.
- شش یادداشت برای هزارهٔ بعدی، ایتالو کالوینو.
- دربارهٔ رنگ‌ها، ویتگنشتاین.
- زندگی با پیکاسو، فرانسواز ژیلو.
- زندگی در پیش رو، رومن گاری
- پیکاسو، دیوید هاکنی.
- مارک روتکو، شان سکالی.
- وان گوگ، گوگن.
- محاکمه سقراط، افلاطون، ویکتور کوزن (مترجم)، سیلون گویو (بازنویسی)

### تألیف
- قصهٔ عجیب اسپرماتو
- دو نمایشنامه از چین قدیم
- سهراب سپهری، شاعر-نقاش
- کتابی دوجلدی دربارهٔ علی حاتمی و آثارش.